# مدحت (اسم)
مدحت هو اسم علم مذكر من أصل عربي، ومعناه هو بتلفظ عثماني، أصله «مدحة» والعثمانيون رسموا التاء مبسوطة ساكنة وهو خطأ والميم في الاسم مكسورة والعامة تفتحه، الآن الاسم بفتح الميم يدل على المدحة الواحدة والمقصود المدح الثناء العطروالمدح مصدر يدل على حسن الثناء وهو خلاف الذم والهجاء، والمدحة بالكسر ما يمدح به المرء.

## الأصل اللغوي
المَدْح: نقيض الهجاءِ وهو حُسْنُ الثناءِ؛ يقال: مَدَحْتُ مِدْحَةً واحدة ومَدَحَه يَمْدَحُه مَدْحاً ومِدْحَةً، هذا قول بعضهم، والصحي أَن المَدْحَ المصدر، والمِدْحَةَ الاسم، والجمع مِدَحٌ، وهو المَدِيح والجمع المَدائحُ والأَماديح، الأَخيرة على غير قياس، ونظيره حَديث وأَحاديثُ؛ قال أَبو ذؤَيب لو كان مِدْحةُ حَيٍّ مُنْشِراً أَحداً أَحْيا أَباكُنَّ، يا لَيْلى، الأَماديح قال ابن بري: الرواية الصحيحة ما رواه الأَصمعي، وهو لو أَن مِدْحةَ حَيٍّ أَنْشَرَتْ أَحَداً أَحيا، أُبُوَّتَكَ الشُّمَّ، الأَماديح وأَنشرت أَحسنُ من منشراً، لأَنه ذكر المؤَنث، وكان حقه أَن يقول منشر ففيه ضرورة من هذا الوجه، وأَما قوله أَحيا أُبُوَّتك فإِنه يخاطب ب رجلاً من أَهله يرثيه كان قتل بالعَمْقاءِ(3).

## شخصيات تحمل الاسم
- مدحت العدل (13 يناير 1955 – )
- مدحت باشا (والي عثماني، 18 أكتوبر 1822 – 26 أبريل 1883)
- مدحت خميس (26 فبراير 1980 – )
- مدحت ديميريل (لاعب كرة سلة ألماني، 10 مايو 1978 – )
- مدحت شلبي (22 نوفمبر 1944 – )
- مدحت شوقي (ممثل مصري)
- مدحت شيخ الأرض (دبلوماسي سوري، 20 أبريل 1920 – 18 مايو 2001)
- مدحت صالح (مغني مصري، 2 نوفمبر 1960 – )
- مدحت عبد الهادي (لاعب كرة قدم مصري، 12 يوليو 1974[3] – )
- مدحت فقوسة (1946 – )

## وصلات خارجية
- موسوعة السلطان قابوس لأسماء العرب